# Lecco megye
Lecco megye (olaszul: Provincia di Lecco, lombardul: Pruvincia de Lecch) Olaszország Lombardia régiójának egyik megyéje. Székhelye Lecco.

## Fekvése
Lecco megye Sondrio, Bergamo, Monza e Brianza és Como megyékkel határos.

## Községek(comuni)
- Abbadia Lariana
- Airuno
- Annone di Brianza
- Ballabio
- Barzago
- Barzanò
- Barzio
- Bellano
- Bosisio Parini
- Brivio
- Bulciago
- Calco
- Calolziocorte
- Carenno
- Casargo
- Casatenovo
- Cassago Brianza
- Cassina Valsassina
- Castello di Brianza
- Cernusco Lombardone
- Cesana Brianza
- Civate
- Colico
- Colle Brianza
- Cortenova
- Costa Masnaga
- Crandola Valsassina
- Cremella
- Cremeno
- Dervio
- Dolzago
- Dorio
- Ello
- Erve
- Esino Lario
- Galbiate
- Garbagnate Monastero
- Garlate
- Imbersago
- Introbio
- Introzzo
- Lecco
- Lierna
- Lomagna
- Malgrate
- Mandello del Lario
- Margno
- Merate
- Missaglia
- Moggio
- Molteno
- Monte Marenzo
- Montevecchia
- Monticello Brianza
- Morterone
- Nibionno
- Oggiono
- Olgiate Molgora
- Olginate
- Oliveto Lario
- Osnago
- Paderno d’Adda
- Pagnona
- Parlasco
- Pasturo
- Perego
- Perledo
- Pescate
- Premana
- Primaluna
- Robbiate
- Rogeno
- Rovagnate
- Santa Maria Hoè
- Sirone
- Sirtori
- Sueglio
- Suello
- Taceno
- Torre de’ Busi
- Tremenico
- Valgreghentino
- Valmadrera
- Varenna
- Vendrogno
- Vercurago
- Verderio Inferiore
- Verderio Superiore
- Vestreno
- Viganò